# Villanueva de Mena
Villanueva de Mena es una entidad local menor y también una localidad situada en la provincia de Burgos, comunidad autónoma de Castilla y León (España), comarca de Las Merindades, partido judicial de Villarcayo, ayuntamiento de Valle de Mena.
Al inicio de la variante de Villasana de Mena, en el  punto kilométrico 96 de la carretera autonómica  CL-629  de Sotopalacios  N-623  a El Berrón  BI-636  pasando por Villarcayo y también por el puerto de La Mazorra. 
Cruce de caminos:
- A la izquierda carretera local  BU-V-5545 , que nos lleva a Nava de Mena por Ribota de Ordunte y Caniego.
- A la derecha carretera a Vallejo de Mena.

Frontera con:
- Vallejo de Mena
- Villasana de Mena

- Datos: Q6162782